# Perinaenia accipiter
Perinaenia accipiter är en fjärilsart som beskrevs av Felder 1874. Perinaenia accipiter ingår i släktet Perinaenia och familjen nattflyn. Inga underarter finns listade i Catalogue of Life.